# Escola de Matemática da Cracóvia
A Escola de Matemática da Cracóvia foi, juntamente com a Escola de Matemática de Lviv e a Escola de Matemática de Varsóvia, um dos três centros da Escola de Matemática da Polônia. Foi formada entre os anos 1918 - 1939 (entre as duas guerras mundiais) por um grupo de matemáticos, que trabalhavam em instituições de ensino superior na Cracóvia:
- Stanisław Gołąb
- Franciszek Leja
- Władysław Ślebodziński
- Tadeusz Ważewski
- Stanisław Zaremba
- Kazimierz Żorawski

Estes matemáticos trabalhavam em Cracóvia na Universidade Jaguelônica e na Universidade de Ciência e Tecnologia AGH. Os pontos principais de seus trabalhos foram equações diferenciais, funções analíticas e geometria diferencial.